# Décès en 983
Décès
- 979
- 980
- 981
- 982
- 983
- 984
- 985
- 986
- 987

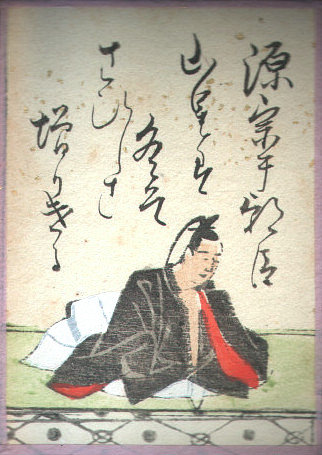
Minamoto no Muneyuki mort en 983

Cette page dresse une liste de personnalités mortes au cours de l'année 983 :
- 26 mars : Adhud ad-Dawla, émir buyide.
- 8 juillet : Ælfwynn, grande propriétaire terrienne anglaise.
- 10 juillet : Benoît VII, pape.
- 22 juillet: Poppon II, évêque de Wurtzbourg.
- 31 août : Wigfrid de Verdun, évêque de Verdun.
- 22 octobre : Ælfhere, noble anglo-saxon, ealdorman de Mercie.
- 7 décembre : Otton II, empereur romain germanique.

- Minamoto no Muneyuki, poète de waka du début de l'époque de Heian et un noble japonais.
- Minamoto no Shitagō, poète de waka, savant et membre de la noblesse japonaise du milieu de l'époque de Heian .
- Abū ‘Uthmān al-Maghribī, maître spirituel soufi égyptien

## Crédit d'auteurs
- Cet article est partiellement ou en totalité issu de l'article intitulé « 983 » (voir la liste des auteurs).